# Coma Llarga d'Agustí
La Coma Llarga d'Agustí és una coma del terme municipal de Castell de Mur, en terres de l'antic municipi de Guàrdia de Tremp, al Pallars Jussà, a l'àmbit del poble de Cellers.
És a prop i al nord de Cellers, a llevant de les Comes. Queda al sud del Serrat de la Via, al sud-est de la Via de Corçà i al nord del Tros de Casa. A l'extrem nord-oriental de la Coma d'Agustí hi ha el Corral de Cotet. És a ponent i a l'altra banda de la via del ferrocarril de la línia Lleida - la Pobla de Segur respecte del Club Nàutic Terradets.